# Segunda División 2022–23
Segunda División 2022–23 (được gọi là LaLiga SmartBank vì lý do tài trợ), là mùa giải thứ 92 của giải bóng đá hạng nhì Tây Ban Nha kể từ khi thành lập.

## Các đội

### Thay đổi
| Thăng hạng từ Primera División RFEF 2021–22    | Xuống hạng từ La Liga 2021–22 | Thăng hạng lên La Liga 2022–23 | Xuống hạng Primera Federación 2022–23           |
| ---------------------------------------------- | ----------------------------- | ------------------------------ | ----------------------------------------------- |
| Racing Santander Andorra Albacete Villarreal B | Alavés Granada Levante        | Almería Valladolid Girona      | Alcorcón Fuenlabrada Amorebieta Real Sociedad B |

### Thăng hạng và xuống hạng (trước mùa giải)
Tổng cộng có 22 đội tham gia giải đấu, bao gồm 15 đội ở mùa giải 2021–22, ba đội xuống hạng từ La Liga 2021–22 và bốn đội thăng hạng từ Primera División RFEF 2021–22.
Các đội thăng hạng La Liga
Hai đội đầu tiên được thăng hạng từ Segunda División là Almería và Valladolid, lần lượt đứng thứ nhất và thứ hai vào ngày thi đấu cuối cùng của mùa giải. Almería trở lại La Liga sau 7 năm vắng bóng trong khi Valladolid là 1 năm. Đội thứ ba và cuối cùng được thăng hạng là Girona sau khi giành chiến thắng 3–1 trong trận chung kết play-off trước Tenerife, trở lại sau ba năm vắng bóng.
Các đội xuống hạng ở La Liga
Đội đầu tiên xuống hạng La Liga là Levante, sau trận thua 0–6 trước Real Madrid vào ngày 12 tháng 5 năm 2022, kết thúc 5 năm thi đấu ở giải đấu cao nhất. Đội thứ hai phải xuống hạng là Alavés sau khi thua 1-3 trước Levante vào ngày 15 tháng 5 năm 2022, kết thúc sáu năm ở La Liga. Đội thứ ba và cuối cùng xuống hạng là Granada vào ngày 22 tháng 5 năm 2022, có trận hòa trước Espanyol trong ngày thi đấu cuối cùng, cùng với chiến thắng cho Cádiz và Mallorca, kết thúc ba năm duy trì vị trí cao nhất của họ.
Các đội xuống hạng Primera División RFEF
Vào ngày 16 tháng 4 năm 2022, Alcorcón trở thành đội đầu tiên xuống hạng khỏi Segunda División sau khi bị Cartagena đánh bại, kết thúc 12 năm ở giải hạng hai. Đội thứ hai xuống hạng là Fuenlabrada vào ngày 7 tháng 5 năm 2022 sau khi thua Real Sociedad B, kết thúc ba năm thi đấu ở giải hạng hai. Hai đội cuối cùng phải xuống hạng là Real Sociedad B và Amorebieta, đều vào ngày 21 tháng 5 năm 2022, trở lại hạng ba sau chỉ một mùa giải ở Segunda División.
Các đội thăng hạng từ Primera División RFEF
Vào ngày 1 tháng 5 năm 2022, Racing Santander trở thành đội đầu tiên thăng hạng lên hạng hai sau trận hòa 2–2 trước Celta Vigo B, kết thúc hai mùa ở giải hạng ba. Đội thứ hai được thăng hạng là Andorra sau chiến thắng trước UCAM Murcia vào ngày 21 tháng 5 năm 2022, lần đầu tiên trong lịch sử câu lạc bộ lên hạng hai. Vào ngày 11 tháng 6 năm 2022, Albacete và Villarreal B đều được thăng hạng sau khi lần lượt đánh bại Deportivo La Coruña và Gimnàstic trong trận chung kết play-off thăng hạng. Albacete trở lại Segunda División sau một năm vắng bóng còn Villarreal B sau mười năm ở giải hạng ba.

### Sân vận động
| Câu lạc bộ       | Địa điểm                   | Sân vận động                                         | Sức chứa     |
| ---------------- | -------------------------- | ---------------------------------------------------- | ------------ |
| Alavés           | Vitoria-Gasteiz            | Mendizorrotza                                        | 19.840       |
| Albacete         | Albacete                   | Carlos Belmonte                                      | 17.524       |
| Andorra          | Andorra la Vella           | Quốc gia                                             | 3.306        |
| Burgos           | Burgos                     | El Plantío                                           | 12.194       |
| Cartagena        | Cartagena                  | Cartagonova                                          | 15.105       |
| Eibar            | Eibar                      | Ipurua                                               | 8.164        |
| Granada          | Granada                    | Los Cármenes mới                                     | 19.336       |
| Huesca           | Huesca                     | El Alcoraz                                           | 9.100        |
| Ibiza            | Ibiza                      | Can Misses                                           | 6.000        |
| Las Palmas       | Las Palmas de Gran Canaria | Gran Canaria                                         | 31.250       |
| Leganés          | Leganés                    | Butarque                                             | 12.450       |
| Levante          | Valencia                   | Ciutat de València                                   | 26.354       |
| Lugo             | Lugo                       | Anxo Carro                                           | 7.070        |
| Málaga           | Málaga                     | La Rosaleda                                          | 30.044       |
| Mirandés         | Miranda de Ebro            | Anduva                                               | 5.759        |
| Oviedo           | Oviedo                     | Carlos Tartiere                                      | 30.500       |
| Ponferradina     | Ponferrada                 | El Toralín                                           | 8.400        |
| Racing Santander | Santander                  | El Sardinero                                         | 22.222       |
| Sporting Gijón   | Gijón                      | El Molinón                                           | 30.000       |
| Tenerife         | Santa Cruz de Tenerife     | Heliodoro Rodríguez López                            | 22.824       |
| Villarreal B     | Villarreal                 | Ciudad Deportiva Villarreal CF Sân vận động Ceramica | 5.000 23.000 |
| Zaragoza         | Zaragoza                   | La Romareda                                          | 33.608       |

### Nhân sự và tài trợ
| Đội              | HLV                        | Đội trưởng          | Nhà sản xuất trang phục | Nhà tài trợ chính áo đấu |
| ---------------- | -------------------------- | ------------------- | ----------------------- | ------------------------ |
| Alavés           | Luis García                | Víctor Laguardia    | Puma                    | LEA                      |
| Albacete         | Rubén Albés                | Bernabé Barragán    | Adidas                  | Iner Energía             |
| Andorra          | Eder Sarabia               | Rubén Bover         | Nike                    | Mora Banc                |
| Burgos           | Julián Calero              | Unai Elgezabal      | Adidas                  | Reale Seguros            |
| Cartagena        | Luis Carrión               | Marc Martínez       | Adidas                  | Talasur Group            |
| Eibar            | Gaizka Garitano            | Anaitz Arbilla      | Joma                    | eibho                    |
| Granada          | Paco López                 | Víctor Díaz         | Adidas                  | Không                    |
| Huesca           | José Ángel Ziganda         | Jorge Pulido        | Nike                    | Huesca La Magia          |
| Ibiza            | Lucas Alcaraz              | Fran Grima          | Puma                    | Power Electronics        |
| Las Palmas       | García Pimienta            | Jonathan Viera      | Hummel                  | Gran Canaria             |
| Leganés          | Carlos Martínez (tạm thời) | Kenneth Omeruo      | Joma                    | Rainbow Sports           |
| Levante          | Javier Calleja             | Sergio Postigo      | Macron                  | Marcos Automoción        |
| Lugo             | Iñigo Vélez                | Manu Barreiro       | Kappa                   | Estrella Galicia 0,0     |
| Málaga           | Sergio Pellicer            | Alberto Escassi     | Hummel                  | Sabor a Málaga           |
| Mirandés         | Joseba Etxeberria          | Ramón Juan          | Adidas                  | Miranda Empresas         |
| Oviedo           | Álvaro Cervera             | Borja Bastón        | Adidas                  | Digi Communications      |
| Ponferradina     | Juanfran                   | Yuri                | Adidas                  | TVITEC                   |
| Racing Santander | José Alberto               | Íñigo Sainz-Maza    | Austral                 | Plenitude                |
| Sporting Gijón   | Miguel Ángel Ramírez       | Iván Cuéllar        | Puma                    | Integra Energía          |
| Tenerife         | Luis Miguel Ramis          | Aitor Sanz          | Hummel                  | Turismo Tenerife         |
| Villarreal B     | Miguel Álvarez             | Adrián de la Fuente | Joma                    | Pamesa Cerámica          |
| Zaragoza         | Fran Escribá               | Alberto Zapater     | Adidas                  | Caravan Fragancias       |

### Thay đổi huấn luyện viên
| Đội              | HLV ra đi                | Lý do                     | Ngày ra đi | Vị trí trên bảng | HLV đến                     | Ngày ký    |
| ---------------- | ------------------------ | ------------------------- | ---------- | ---------------- | --------------------------- | ---------- |
| Alavés           | Julio Velázquez          | Kết thúc hợp đồng         | 23/5/2022  | Trước mùa giải   | Luis García Plaza           | 23/5/2022  |
| Lugo             | Rubén Albés              | Kết thúc hợp đồng         | 23/5/2022  | Trước mùa giải   | Hernán Pérez                | 16/6/2022  |
| Ponferradina     | Jon Pérez Bolo           | Kết thúc hợp đồng         | 27/5/2022  | Trước mùa giải   | José Gomes                  | 13/6/2022  |
| Zaragoza         | Juan Ignacio Martínez    | Kết thúc hợp đồng         | 30/5/2022  | Trước mùa giải   | Juan Carlos Carcedo         | 31/5/2022  |
| Ibiza            | Paco Jémez               | Kết thúc hợp đồng         | 31/5/2022  | Trước mùa giải   | Javier Baraja               | 8/6/2022   |
| Leganés          | Mehdi Nafti              | Kết thúc hợp đồng         | 5/6/2022   | Trước mùa giải   | Imanol Idiakez              | 6/6/2022   |
| Oviedo           | José Ángel Ziganda       | Kết thúc hợp đồng         | 8/6/2022   | Trước mùa giải   | Jon Pérez Bolo              | 15/6/2022  |
| Levante          | Alessio Lisci            | Kết thúc hợp đồng         | 12/6/2022  | Trước mùa giải   | Mehdi Nafti                 | 12/6/2022  |
| Huesca           | Xisco Muñoz              | Kết thúc hợp đồng         | 13/6/2022  | Trước mùa giải   | José Ángel Ziganda          | 13/6/2022  |
| Albacete         | Rubén de la Barrera      | Thoả thuận                | 15/6/2022  | Trước mùa giải   | Rubén Albés                 | 27/6/2022  |
| Málaga           | Pablo Guede              | Sa thải                   | 20/9/2022  | thứ 21           | Pepe Mel                    | 21/9/2022  |
| Levante          | Mehdi Nafti              | Sa thải                   | 10/10/2022 | thứ 14           | Felipe Miñambres (tạm thời) | 10/10/2022 |
| Oviedo           | Jon Pérez Bolo           | Sa thải                   | 16/10/2022 | thứ 19           | Álvaro Cervera              | 16/10/2022 |
| Levante          | Felipe Miñambres         | Kết thúc quản lý tạm thời | 16/10/2022 | thứ 9            | Javier Calleja              | 16/10/2022 |
| Ibiza            | Javier Baraja            | Sa thải                   | 22/10/2022 | thứ 17           | Juan Antonio Anquela        | 24/10/2022 |
| Zaragoza         | Juan Carlos Carcedo      | Sa thải                   | 6/11/2022  | thứ 17           | Fran Escribá                | 7/11/2022  |
| Granada          | Aitor Karanka            | Sa thải                   | 8/11/2022  | thứ 8            | Paco López                  | 9/11/2022  |
| Ponferradina     | José Manuel Gomes        | Từ chức                   | 19/11/2022 | thứ 18           | David Gallego               | 20/11/2022 |
| Lugo             | Hernán Pérez             | Sa thải                   | 21/11/2022 | thứ 20           | Fran Justo                  | 23/11/2022 |
| Ibiza            | Juan Antonio Anquela     | Sa thải                   | 23/11/2022 | thứ 21           | Carlos Sánchez (tạm thời)   | 26/11/2022 |
| Ibiza            | Carlos Sánchez           | Kết thúc quản lý tạm thời | 28/11/2022 | thứ 22           | Lucas Alcaraz               | 28/11/2022 |
| Racing Santander | Guillermo Fernández Romo | Sa thải                   | 12/12/2022 | thứ 19           | José Alberto Lopez          | 13/12/2022 |
| Sporting Gijón   | Abelardo                 | Sa thải                   | 15/1/2023  | thứ 15           | Miguel Ángel Ramírez        | 17/1/2023  |
| Málaga           | Pepe Mel                 | Sa thải                   | 25/1/2023  | thứ 20           | Sergio Pellicer             | 25/1/2023  |
| Lugo             | Fran Justo               | Sa thải                   | 31/1/2023  | thứ 21           | Joan Carrillo               | 1/2/2023   |
| Lugo             | Joan Carrillo            | Sa thải                   | 6/3/2023   | thứ 22           | Iñigo Vélez                 | 7/3/2023   |
| Leganés          | Imanol Idiakez           | Sa thải                   | 4/4/2023   | thứ 17           | Carlos Martínez (tạm thời)  | 4/4/2023   |
| Ponferradina     | David Gallego            | Sa thải                   | 10/4/2023  | thứ 19           | Juanfran                    | 10/4/2023  |

## Bảng xếp hạng

### Bảng xếp hạng
| VT | Đội              | ST | T  | H  | B  | BT | BB | HS  | Đ  | Giành quyền tham dự hoặc xuống hạng |
| -- | ---------------- | -- | -- | -- | -- | -- | -- | --- | -- | ----------------------------------- |
| 1  | Granada (C, P)   | 42 | 22 | 9  | 11 | 55 | 30 | +25 | 75 | Thăng hạng lên La Liga              |
| 2  | Las Palmas (P)   | 42 | 18 | 18 | 6  | 49 | 29 | +20 | 72 | Thăng hạng lên La Liga              |
| 3  | Levante          | 42 | 18 | 18 | 6  | 46 | 30 | +16 | 72 | Tham dự play-off thăng hạng         |
| 4  | Alavés (O, P)    | 42 | 19 | 14 | 9  | 47 | 33 | +14 | 71 | Tham dự play-off thăng hạng         |
| 5  | Eibar            | 42 | 19 | 14 | 9  | 45 | 36 | +9  | 71 | Tham dự play-off thăng hạng         |
| 6  | Albacete         | 42 | 17 | 16 | 9  | 58 | 47 | +11 | 67 | Tham dự play-off thăng hạng         |
| 7  | Andorra          | 42 | 16 | 11 | 15 | 47 | 37 | +10 | 59 |                                     |
| 8  | Oviedo           | 42 | 16 | 11 | 15 | 34 | 35 | −1  | 59 |                                     |
| 9  | Cartagena        | 42 | 16 | 10 | 16 | 47 | 49 | −2  | 58 |                                     |
| 10 | Tenerife         | 42 | 14 | 15 | 13 | 42 | 37 | +5  | 57 |                                     |
| 11 | Burgos           | 42 | 13 | 15 | 14 | 33 | 35 | −2  | 54 |                                     |
| 12 | Racing Santander | 42 | 14 | 12 | 16 | 39 | 40 | −1  | 54 |                                     |
| 13 | Zaragoza         | 42 | 12 | 17 | 13 | 40 | 39 | +1  | 53 |                                     |
| 14 | Leganés          | 42 | 14 | 11 | 17 | 37 | 42 | −5  | 53 |                                     |
| 15 | Huesca           | 42 | 11 | 19 | 12 | 36 | 36 | 0   | 52 |                                     |
| 16 | Mirandés         | 42 | 13 | 13 | 16 | 48 | 54 | −6  | 52 |                                     |
| 17 | Sporting Gijón   | 42 | 11 | 17 | 14 | 43 | 48 | −5  | 50 |                                     |
| 18 | Villarreal B     | 42 | 13 | 11 | 18 | 49 | 55 | −6  | 50 | Không đủ điều kiện để thăng hạng    |
| 19 | Ponferradina (R) | 42 | 9  | 17 | 16 | 40 | 53 | −13 | 44 | Xuống hạng Primera Federación       |
| 20 | Málaga (R)       | 42 | 10 | 14 | 18 | 37 | 44 | −7  | 44 | Xuống hạng Primera Federación       |
| 21 | Ibiza (R)        | 42 | 7  | 13 | 22 | 33 | 66 | −33 | 34 | Xuống hạng Primera Federación       |
| 22 | Lugo (R)         | 42 | 6  | 13 | 23 | 27 | 57 | −30 | 31 | Xuống hạng Primera Federación       |

1. 1 2  Hiệu số bàn thắng bại: Las Palmas +20, Levante +16
2. 1 2  Alavés xếp trên Eibar nhờ điểm đối đầu: Eibar 0–0 Alavés, Alavés 2–0 Eibar
3. 1 2  Andorra xếp trên Oviedo nhờ điểm đối đầu: Oviedo 0–1 Andorra, Andorra 3–1 Oviedo
4. 1 2  Burgos đã về đích trước Racing Santander về điểm đối đầu: Racing Santander 0–1 Burgos, Burgos 2–1 Racing Santander
5. 1 2  Zaragoza xếp trước Leganés nhờ hiệu số bàn thắng bại đối đầu: Leganés 2–1 Zaragoza, Zaragoza 3–0 Leganés
6. 1 2  Huesca xếp trước Mirandés về điểm đối đầu: Mirandés 1–1 Huesca, Huesca 1–0 Mirandés
7. 1 2  Hiệu số bàn thắng bại: Sporting Gijón -2, Villarreal B -5
8. ↑  Các đội dự bị không đủ điều kiện để thăng hạng cùng giải đấu với đội một.
9. 1 2  Ponferradina xếp trước Málaga nhờ hiệu số bàn thắng bại đối đầu: Málaga 1–0 Ponferradina, Ponferradina 2–0 Málaga

### Vị trí theo vòng
Bảng liệt kê vị trí của các đội sau mỗi tuần thi đấu. Để duy trì diễn biến theo trình tự thời gian, bất kỳ trận đấu bù nào (do bị hoãn) đều không được đưa vào vòng đấu mà chúng được lên lịch ban đầu, mà được thêm vào vòng đấu diễn ra ngay sau đó.
| Đội ╲ Vòng   | 1       | 2  | 3  | 4  | 5  | 6  | 7  | 8  | 9  | 10 | 11 | 12 | 13 | 14 | 15 | 16 | 17 | 18 | 19 | 20 | 21 | 22 | 23 | 24 | 25 | 26 | 27 | 28 | 29 | 30 | 31 | 32 | 33 | 34 | 35 | 36 | 37 | 38 | 39 | 40 | 41 | 42 |   |
| ------------ | ------- | -- | -- | -- | -- | -- | -- | -- | -- | -- | -- | -- | -- | -- | -- | -- | -- | -- | -- | -- | -- | -- | -- | -- | -- | -- | -- | -- | -- | -- | -- | -- | -- | -- | -- | -- | -- | -- | -- | -- | -- | -- | - |
| Đội ╲ Vòng   | Granada | 1  | 1  | 1  | 2  | 6  | 3  | 5  | 7  | 9  | 5  | 8  | 4  | 6  | 7  | 8  | 6  | 8  | 7  | 7  | 6  | 6  | 5  | 7  | 7  | 6  | 5  | 4  | 5  | 5  | 4  | 4  | 2  | 2  | 3  | 3  | 2  | 3  | 2  | 3  | 1  | 1  | 1 |
| Las Palmas   | 12      | 4  | 2  | 3  | 1  | 2  | 1  | 2  | 2  | 1  | 1  | 1  | 1  | 3  | 2  | 3  | 2  | 1  | 1  | 2  | 1  | 2  | 2  | 2  | 1  | 1  | 1  | 1  | 1  | 1  | 2  | 3  | 3  | 2  | 2  | 3  | 4  | 5  | 1  | 2  | 2  | 2  |   |
| Levante      | 13      | 13 | 10 | 11 | 5  | 10 | 11 | 12 | 14 | 11 | 10 | 7  | 4  | 6  | 4  | 4  | 4  | 4  | 5  | 3  | 3  | 3  | 3  | 3  | 3  | 2  | 2  | 3  | 2  | 3  | 3  | 4  | 4  | 5  | 5  | 5  | 5  | 3  | 5  | 5  | 4  | 3  |   |
| Alavés       | 4       | 3  | 4  | 5  | 2  | 1  | 2  | 1  | 1  | 2  | 2  | 2  | 2  | 2  | 1  | 1  | 1  | 3  | 3  | 5  | 5  | 4  | 5  | 4  | 4  | 4  | 3  | 2  | 3  | 5  | 5  | 5  | 5  | 4  | 4  | 4  | 2  | 4  | 4  | 3  | 3  | 4  |   |
| Eibar        | 6       | 7  | 3  | 8  | 3  | 5  | 3  | 4  | 6  | 4  | 6  | 8  | 5  | 4  | 5  | 5  | 7  | 6  | 4  | 1  | 2  | 1  | 1  | 1  | 2  | 3  | 5  | 4  | 4  | 2  | 1  | 1  | 1  | 1  | 1  | 1  | 1  | 1  | 2  | 4  | 5  | 5  |   |
| Albacete     | 5       | 8  | 5  | 1  | 4  | 8  | 9  | 5  | 7  | 7  | 5  | 6  | 8  | 8  | 9  | 12 | 9  | 10 | 13 | 8  | 7  | 8  | 6  | 6  | 5  | 6  | 6  | 6  | 6  | 6  | 6  | 6  | 6  | 6  | 7  | 6  | 6  | 6  | 6  | 6  | 6  | 6  |   |
| Andorra      | 7       | 12 | 15 | 14 | 14 | 9  | 10 | 6  | 8  | 10 | 11 | 12 | 11 | 9  | 10 | 8  | 8  | 8  | 8  | 9  | 10 | 9  | 10 | 10 | 11 | 15 | 17 | 13 | 14 | 16 | 13 | 12 | 11 | 10 | 11 | 9  | 8  | 11 | 12 | 9  | 9  | 7  |   |
| Oviedo       | 20      | 11 | 8  | 10 | 10 | 14 | 14 | 16 | 16 | 18 | 19 | 16 | 18 | 19 | 16 | 16 | 15 | 14 | 14 | 16 | 14 | 15 | 13 | 14 | 15 | 12 | 12 | 14 | 15 | 18 | 18 | 16 | 16 | 16 | 15 | 14 | 10 | 9  | 8  | 8  | 7  | 8  |   |
| Cartagena    | 15      | 10 | 6  | 12 | 8  | 4  | 4  | 3  | 3  | 6  | 4  | 5  | 7  | 5  | 6  | 7  | 5  | 5  | 6  | 7  | 8  | 10 | 9  | 9  | 9  | 10 | 9  | 8  | 8  | 8  | 8  | 9  | 7  | 7  | 6  | 7  | 7  | 7  | 7  | 7  | 8  | 9  |   |
| Tenerife     | 18      | 17 | 20 | 16 | 17 | 16 | 15 | 15 | 15 | 14 | 12 | 13 | 14 | 17 | 15 | 14 | 14 | 16 | 15 | 15 | 17 | 17 | 17 | 16 | 13 | 9  | 11 | 10 | 11 | 13 | 14 | 11 | 12 | 12 | 14 | 11 | 13 | 12 | 10 | 11 | 10 | 10 |   |
| Burgos       | 8       | 9  | 11 | 6  | 7  | 6  | 7  | 9  | 5  | 3  | 3  | 3  | 3  | 1  | 3  | 2  | 3  | 2  | 2  | 4  | 4  | 6  | 4  | 5  | 7  | 7  | 7  | 7  | 7  | 7  | 7  | 7  | 8  | 8  | 8  | 8  | 9  | 8  | 9  | 10 | 11 | 11 |   |
| Racing       | 22      | 21 | 22 | 22 | 20 | 20 | 21 | 20 | 19 | 15 | 15 | 17 | 16 | 16 | 14 | 15 | 17 | 18 | 18 | 19 | 18 | 19 | 18 | 18 | 18 | 18 | 18 | 18 | 18 | 14 | 16 | 17 | 17 | 18 | 18 | 18 | 18 | 16 | 16 | 15 | 16 | 12 |   |
| Zaragoza     | 14      | 14 | 16 | 19 | 16 | 13 | 17 | 17 | 17 | 19 | 14 | 15 | 13 | 14 | 17 | 17 | 16 | 15 | 16 | 14 | 16 | 16 | 14 | 17 | 17 | 14 | 16 | 17 | 17 | 17 | 15 | 15 | 14 | 15 | 13 | 10 | 12 | 13 | 13 | 14 | 14 | 13 |   |
| Leganés      | 16      | 19 | 21 | 17 | 19 | 19 | 20 | 22 | 20 | 17 | 18 | 14 | 15 | 13 | 12 | 13 | 11 | 9  | 12 | 12 | 9  | 7  | 8  | 8  | 8  | 8  | 8  | 9  | 9  | 10 | 12 | 14 | 15 | 17 | 16 | 15 | 15 | 17 | 14 | 13 | 12 | 14 |   |
| Huesca       | 11      | 15 | 17 | 15 | 11 | 15 | 12 | 11 | 10 | 8  | 9  | 10 | 9  | 10 | 7  | 9  | 10 | 11 | 9  | 13 | 11 | 11 | 11 | 12 | 14 | 11 | 10 | 12 | 10 | 9  | 9  | 10 | 10 | 11 | 9  | 12 | 14 | 14 | 17 | 17 | 15 | 15 |   |
| Mirandés     | 9       | 18 | 19 | 21 | 22 | 22 | 19 | 19 | 21 | 21 | 22 | 22 | 21 | 20 | 20 | 19 | 19 | 17 | 17 | 17 | 15 | 14 | 12 | 15 | 16 | 17 | 15 | 16 | 16 | 12 | 11 | 13 | 13 | 13 | 17 | 16 | 11 | 10 | 11 | 12 | 13 | 16 |   |
| Sporting     | 10      | 5  | 9  | 4  | 9  | 12 | 6  | 8  | 4  | 9  | 7  | 9  | 10 | 11 | 11 | 11 | 12 | 13 | 11 | 11 | 13 | 12 | 15 | 11 | 12 | 16 | 14 | 15 | 13 | 15 | 17 | 18 | 18 | 14 | 12 | 17 | 17 | 15 | 18 | 18 | 17 | 17 |   |
| Villarreal B | 2       | 6  | 13 | 7  | 13 | 7  | 8  | 10 | 11 | 12 | 13 | 11 | 12 | 12 | 13 | 10 | 13 | 12 | 10 | 10 | 12 | 13 | 16 | 13 | 10 | 13 | 13 | 11 | 12 | 11 | 10 | 8  | 9  | 9  | 10 | 13 | 16 | 18 | 15 | 16 | 18 | 18 |   |
| Ponferradina | 3       | 2  | 7  | 13 | 15 | 11 | 13 | 13 | 12 | 13 | 16 | 18 | 19 | 15 | 18 | 18 | 18 | 20 | 20 | 18 | 20 | 18 | 19 | 19 | 19 | 19 | 19 | 19 | 19 | 19 | 19 | 19 | 19 | 19 | 19 | 20 | 20 | 20 | 20 | 20 | 20 | 19 |   |
| Málaga       | 19      | 22 | 14 | 18 | 21 | 21 | 22 | 21 | 22 | 22 | 21 | 21 | 22 | 22 | 22 | 22 | 21 | 21 | 21 | 21 | 21 | 21 | 21 | 20 | 20 | 20 | 20 | 20 | 20 | 20 | 20 | 20 | 20 | 20 | 20 | 19 | 19 | 19 | 19 | 19 | 19 | 20 |   |
| Ibiza        | 21      | 20 | 18 | 20 | 18 | 18 | 18 | 14 | 13 | 16 | 17 | 20 | 20 | 21 | 21 | 21 | 22 | 22 | 22 | 22 | 22 | 22 | 22 | 22 | 22 | 22 | 22 | 22 | 22 | 21 | 21 | 21 | 21 | 21 | 21 | 21 | 21 | 21 | 21 | 21 | 21 | 21 |   |
| Lugo         | 17      | 16 | 12 | 9  | 12 | 17 | 16 | 18 | 18 | 20 | 20 | 19 | 17 | 18 | 19 | 20 | 20 | 19 | 19 | 20 | 19 | 20 | 20 | 21 | 21 | 21 | 21 | 21 | 21 | 22 | 22 | 22 | 22 | 22 | 22 | 22 | 22 | 22 | 22 | 22 | 22 | 22 |   |

## Kết quả
| Nhà \ Khách      | ALA | ALB | AND | BUR | CAR | EIB | GRA | HUE | IBI | LPA | LEG | LEV | LUG | MGA | MIR | OVI | PON | RAC | SPO | TFE | VIL | ZAR |
| ---------------- | --- | --- | --- | --- | --- | --- | --- | --- | --- | --- | --- | --- | --- | --- | --- | --- | --- | --- | --- | --- | --- | --- |
| Alavés           | —   | 0–0 | 0–0 | 1–0 | 0–0 | 2–0 | 1–1 | 2–1 | 4–2 | 1–1 | 2–1 | 0–2 | 0–0 | 2–1 | 1–0 | 2–1 | 3–1 | 3–0 | 0–0 | 1–0 | 2–0 | 1–0 |
| Albacete         | 1–1 | —   | 1–1 | 0–0 | 1–1 | 3–1 | 1–2 | 2–1 | 4–0 | 1–2 | 1–0 | 2–3 | 2–0 | 3–2 | 2–1 | 1–0 | 0–1 | 2–1 | 2–1 | 1–1 | 0–0 | 0–0 |
| Andorra          | 0–1 | 0–1 | —   | 0–1 | 0–1 | 2–0 | 1–0 | 1–0 | 2–2 | 0–0 | 1–1 | 3–1 | 4–0 | 1–0 | 0–1 | 3–1 | 3–0 | 0–1 | 1–0 | 1–0 | 4–3 | 0–1 |
| Burgos           | 3–0 | 1–1 | 2–1 | —   | 1–0 | 1–2 | 1–3 | 1–1 | 2–0 | 0–0 | 0–3 | 0–0 | 0–1 | 1–0 | 2–1 | 0–0 | 2–2 | 2–1 | 0–0 | 0–1 | 1–0 | 2–2 |
| Cartagena        | 1–1 | 2–1 | 0–3 | 0–0 | —   | 2–1 | 0–0 | 0–0 | 2–0 | 1–4 | 1–2 | 1–2 | 2–0 | 2–1 | 1–0 | 2–1 | 2–3 | 0–3 | 2–1 | 0–1 | 0–1 | 1–0 |
| Eibar            | 0–0 | 1–1 | 0–0 | 1–0 | 0–3 | —   | 4–0 | 2–1 | 1–0 | 0–1 | 0–0 | 1–1 | 1–0 | 2–1 | 0–0 | 1–0 | 1–0 | 2–1 | 2–2 | 2–1 | 2–0 | 1–1 |
| Granada          | 3–1 | 4–0 | 2–0 | 1–0 | 1–0 | 1–1 | —   | 0–0 | 2–0 | 2–1 | 2–0 | 0–0 | 2–0 | 1–0 | 2–1 | 1–0 | 2–2 | 2–0 | 5–0 | 2–0 | 3–0 | 1–0 |
| Huesca           | 0–1 | 1–1 | 1–0 | 2–1 | 2–3 | 0–1 | 1–1 | —   | 3–0 | 1–0 | 1–0 | 3–0 | 1–1 | 1–0 | 1–0 | 1–1 | 1–1 | 0–0 | 0–0 | 1–1 | 1–0 | 1–1 |
| Ibiza            | 1–1 | 0–5 | 0–1 | 2–0 | 2–2 | 1–2 | 0–2 | 2–2 | —   | 1–2 | 0–2 | 1–2 | 3–2 | 1–1 | 1–1 | 1–2 | 1–1 | 1–0 | 1–3 | 1–0 | 0–0 | 1–0 |
| Las Palmas       | 0–0 | 1–2 | 2–0 | 0–2 | 1–0 | 1–1 | 2–0 | 1–0 | 0–0 | —   | 1–0 | 0–0 | 3–0 | 2–2 | 2–1 | 0–1 | 2–0 | 1–1 | 1–1 | 3–1 | 1–1 | 0–0 |
| Leganés          | 1–2 | 1–2 | 1–1 | 0–0 | 1–3 | 2–1 | 1–0 | 2–1 | 0–1 | 0–0 | —   | 2–2 | 1–0 | 1–0 | 2–2 | 0–1 | 2–1 | 0–0 | 1–0 | 2–1 | 1–0 | 2–1 |
| Levante          | 2–0 | 0–0 | 1–0 | 1–0 | 0–1 | 0–0 | 3–1 | 0–0 | 0–0 | 1–1 | 2–1 | —   | 3–1 | 1–0 | 1–2 | 2–1 | 0–0 | 0–1 | 1–0 | 2–0 | 4–1 | 1–1 |
| Lugo             | 1–2 | 1–2 | 2–2 | 2–0 | 1–1 | 0–2 | 1–0 | 1–2 | 0–0 | 0–1 | 1–0 | 1–1 | —   | 0–2 | 0–0 | 0–0 | 0–0 | 1–1 | 0–1 | 0–0 | 1–2 | 0–0 |
| Málaga           | 1–0 | 1–2 | 0–0 | 1–1 | 1–0 | 0–1 | 1–1 | 0–0 | 1–1 | 0–4 | 2–0 | 0–0 | 3–2 | —   | 2–0 | 0–1 | 1–0 | 0–1 | 1–1 | 1–1 | 1–1 | 3–0 |
| Mirandés         | 1–3 | 4–2 | 1–1 | 2–1 | 2–1 | 2–3 | 1–3 | 1–1 | 2–2 | 3–3 | 0–0 | 0–1 | 2–0 | 1–3 | —   | 1–0 | 2–1 | 1–1 | 1–1 | 1–0 | 2–1 | 2–0 |
| Oviedo           | 1–0 | 1–1 | 0–1 | 0–1 | 1–3 | 1–1 | 1–0 | 0–1 | 0–1 | 0–0 | 1–0 | 1–1 | 2–1 | 1–0 | 1–0 | —   | 3–2 | 1–0 | 1–0 | 0–0 | 0–1 | 2–1 |
| Ponferradina     | 1–0 | 1–1 | 1–4 | 1–2 | 0–3 | 0–1 | 0–0 | 1–0 | 2–1 | 0–1 | 0–1 | 0–0 | 1–0 | 2–0 | 0–0 | 1–1 | —   | 1–1 | 1–3 | 2–2 | 2–1 | 1–2 |
| Racing Santander | 1–1 | 4–1 | 2–1 | 0–1 | 3–1 | 1–0 | 1–0 | 1–1 | 1–0 | 0–0 | 2–1 | 0–1 | 0–1 | 0–0 | 1–2 | 0–1 | 1–1 | —   | 2–0 | 1–1 | 0–2 | 1–0 |
| Sporting Gijón   | 0–0 | 2–2 | 4–1 | 0–0 | 0–0 | 2–0 | 1–0 | 1–1 | 2–1 | 0–1 | 2–2 | 1–1 | 3–1 | 0–0 | 3–4 | 1–1 | 1–4 | 0–2 | —   | 1–0 | 3–1 | 1–0 |
| Tenerife         | 2–1 | 1–0 | 1–1 | 2–1 | 0–0 | 0–1 | 2–0 | 2–0 | 4–0 | 4–1 | 1–0 | 1–0 | 1–1 | 3–1 | 1–0 | 0–1 | 0–0 | 1–0 | 1–1 | —   | 1–1 | 0–2 |
| Villarreal B     | 1–0 | 1–2 | 1–0 | 0–0 | 5–2 | 2–2 | 0–2 | 0–0 | 1–0 | 0–1 | 0–0 | 2–3 | 3–1 | 1–2 | 3–0 | 2–1 | 2–2 | 2–1 | 2–0 | 2–2 | —   | 2–3 |
| Zaragoza         | 1–4 | 1–1 | 0–2 | 0–0 | 2–0 | 0–0 | 1–0 | 3–0 | 2–1 | 1–1 | 3–0 | 0–0 | 1–2 | 1–1 | 0–0 | 1–1 | 0–0 | 4–1 | 1–0 | 1–1 | 2–1 | —   |

## Play-off thăng hạng
|  | Bán kết | Bán kết  | Bán kết         | Bán kết | Bán kết |   |   | Chung kết | Chung kết | Chung kết | Chung kết | Chung kết |
|  |         |          |                 |         |         |   |   |           |           |           |           |           |
|  | 3       | Levante  | 3               | 3       | 6       |   |   |           |           |           |           |           |
|  | 6       | Albacete | 1               | 0       | 1       |   |   |           |           |           |           |           |
|  |         |          |                 |         |         |   | 3 | Levante   | 0         | 0         | 0         |           |
|  |         | 4        | Alavés (s.h.p.) | 0       | 1       | 1 |   |           |           |           |           |           |
|  | 4       | Alavés   | 1               | 2       | 3       |   |   |           |           |           |           |           |
|  | 5       | Eibar    | 1               | 0       | 1       |   |   |           |           |           |           |           |

| Eibar         | 1–1      | Alavés   |
| ------------- | -------- | -------- |
| Stoichkov 46' | Chi tiết | Sylla 9' |

---
| Albacete   | 1–3      | Levante                                |
| ---------- | -------- | -------------------------------------- |
| Djetei 18' | Chi tiết | De Frutos 30', 56' · Djetei 34' (l.n.) |

---
| Levante                       | 3–0      | Albacete |
| ----------------------------- | -------- | -------- |
| Brugué 20', 40' · Soldado 83' | Chi tiết |          |

---
| Alavés                      | 2–0      | Eibar |
| --------------------------- | -------- | ----- |
| Rebbach 1' · Villalibre 88' | Chi tiết |       |

| Alavés | 0–0      | Levante |
| ------ | -------- | ------- |
|        | Chi tiết |         |

---
| Levante | 0-1 (s.h.p.) | Alavés                   |
| ------- | ------------ | ------------------------ |
|         | Chi tiết     | Villalibre 120+9' (pen.) |

## Thống kê

### Ghi bàn hàng đầu
| Hạng | Cầu thủ          | Đội       | Số bàn thắng |
| ---- | ---------------- | --------- | ------------ |
| 1    | Myrto Uzuni      | Granada   | 23           |
| 2    | Raúl García      | Mirandés  | 19           |
| 3    | Sinan Bakış      | Andorra   | 12           |
| 3    | Stoichkov        | Eibar     | 12           |
| 5    | Enric Gallego    | Tenerife  | 11           |
| 5    | Higinio Marín    | Albacete  | 11           |
| 7    | Rubén Castro     | Málaga    | 10           |
| 7    | Jonathan Dubasin | Albacete  | 10           |
| 7    | Luis Rioja       | Alavés    | 10           |
| 10   | 7 cầu thủ        | 7 cầu thủ | 9            |

### Hat-trick
| Cầu thủ         | Đội     | Đối thủ      | Kết quả | Thời gian               | Chú thích |
| --------------- | ------- | ------------ | ------- | ----------------------- | --------- |
| Myrto Uzuni     | Granada | Villarreal B | 3–0 (H) | Vòng 3 ngày 29/8/2022   | [ 74 ]    |
| Carlos Martínez | Andorra | Ponferradina | 3–0 (H) | Vòng 13 ngày 29/10/2022 | [ 75 ]    |
| Luis Rioja      | Alavés  | Ibiza        | 4–2 (H) | Vòng 28 ngày 19/2/2023  |           |

Chú thích
(H) – Sân nhà; (A) – Sân khách

### Kiến tạo hàng đầu
| Hạng | Cầu thủ         | Đội              | Số kiến tạo |
| ---- | --------------- | ---------------- | ----------- |
| 1    | José Callejón   | Granada          | 9           |
| 2    | Pablo de Blasis | Cartagena        | 8           |
| 2    | Alberto Moleiro | Las Palmas       | 8           |
| 4    | Ager Aketxe     | Eibar            | 7           |
| 4    | Manu Fuster     | Albacete         | 7           |
| 4    | Raúl García     | Mirandés         | 7           |
| 4    | Jorge de Frutos | Levante          | 7           |
| 4    | Iñigo Vicente   | Racing Santander | 7           |
| 9    | Lucas Ahijado   | Oviedo           | 6           |
| 9    | José Ángel      | Sporting Gijón   | 6           |
| 9    | Jairo Izquierdo | Cartagena        | 6           |
| 9    | Sergio Lozano   | Villarreal B     | 6           |
| 9    | Dani Ojeda      | Ponferradina     | 6           |

### Cúp Zamora
Cúp Zamora được tờ báo Marca trao cho thủ môn có tỷ lệ bàn thua/trận thấp nhất. Một thủ môn phải chơi ít nhất 28 trận từ 60 phút trở lên mới đủ điều kiện nhận cúp.
| Hạng | Cầu thủ           | Đội        | Số bàn thủng lưới | Số trận | Trung bình |
| ---- | ----------------- | ---------- | ----------------- | ------- | ---------- |
| 1    | Raúl Fernández    | Granada    | 19                | 29      | 0,66       |
| 2    | Daniel Cárdenas   | Levante    | 23                | 34      | 0,68       |
| 2    | Álvaro Valles     | Las Palmas | 23                | 34      | 0,68       |
| 4    | José Antonio Caro | Burgos     | 29                | 39      | 0,74       |
| 5    | Antonio Sivera    | Alavés     | 32                | 41      | 0,78       |

## Giải thưởng

### Hàng tháng
| Tháng | Cầu thủ của tháng | Cầu thủ của tháng | Chú thích |
| Tháng | Cầu thủ           | Đội               | Chú thích |
| ----- | ----------------- | ----------------- | --------- |
| 8     | Myrto Uzuni       | Granada           | [ 78 ]    |
| 9     | José Antonio Caro | Burgos            | [ 79 ]    |
| 10    | Jonathan Viera    | Las Palmas        | [ 80 ]    |
| 11    | Sinan Bakış       | Andorra           | [ 81 ]    |
| 12    | Roberto López     | Mirandés          | [ 82 ]    |
| 1     | Stoichkov         | Eibar             | [ 83 ]    |
| 2     | Luis Rioja        | Alavés            | [ 83 ]    |
| 3     | Jon Bautista      | Eibar             | [ 84 ]    |
| 4     | Sergi Enrich      | Oviedo            | [ 85 ]    |